# Entrepôt Lainé
L'Entrepôt Lainé, initialement Entrepôt réel des denrées coloniales, est un ancien entrepôt situé à Bordeaux. Construit entre 1822 et 1824 par l'architecte Claude Deschamps, il était destiné à l'origine au stockage sous douane des marchandises en provenance des plantations coloniales, avant leur réexpédition à travers l'Europe. Jusqu'à l'abolition définitive de l'esclavage en 1848, ces denrées sont en grande partie le fruit du travail des esclaves. Le bâtiment abrite aujourd'hui le CAPC Musée d'art contemporain de Bordeaux et Arc en rêve / centre d'architecture.
L'édifice dans sa totalité est inscrit au titre des Monuments historiques depuis un arrêté du 25 janvier 1973.

## Localisation
L’entrepôt est située entre les rues Foy, Ferrère, et le cours Xavier Arnozan, sur la commune de Bordeaux, dans le département français de la Gironde.

## Origine du nom
Le nom de « Lainé » provient de la place située entre l'entrepôt et les quais, et dont le nom honore depuis 1818 le vicomte Joseph Louis Joachim Lainé, parlementaire et ministre d’état de Louis XVIII, qui aida au lancement des travaux.
On parle souvent des « entrepôts Laîné », au pluriel, parce que pendant longtemps il y en avait deux. Le second, construit en 1847 et surnommé « entrepôt Vauban », ayant été détruit en 1965 pour faire place à la Maison du Paysan.

## Historique

### Contexte et projet
À la chute du Premier Empire en 1815, le port de Bordeaux, naguère premier port français à la fin du XVIIIe siècle grâce au commerce colonial, est en difficulté du fait de la perte de Saint-Domingue, sa plus riche colonie, à la suite de la grande révolte des esclaves, et en raison des guerres napoléoniennes.
Afin de relancer la vie économique de Bordeaux, les riches négociants locaux, menés par le banquier et armateur Pierre Balguerie-Stuttenberg, incitent dès 1820 les Douanes et la Chambre de commerce de Bordeaux à s'équiper de lieux de stockage faciles d'accès et permettant d'entreposer les marchandises issues des plantations coloniales dans de bonnes conditions.

### Construction des entrepôts Lainé
La destruction en 1820 du château Trompette, immense citadelle qui séparait le centre-ville du quartier commerçant des Chartrons, offre un espace libre pour la construction d'un premier édifice. En mars 1822, la Chambre de commerce achète à la ville une zone à bâtir, et confie le mois suivant à Claude Deschamps le projet de construction d'un entrepôt sur ce site, alors qu'il venait de terminer la construction du pont de pierre,. Le bâtiment est achevé en 1824.

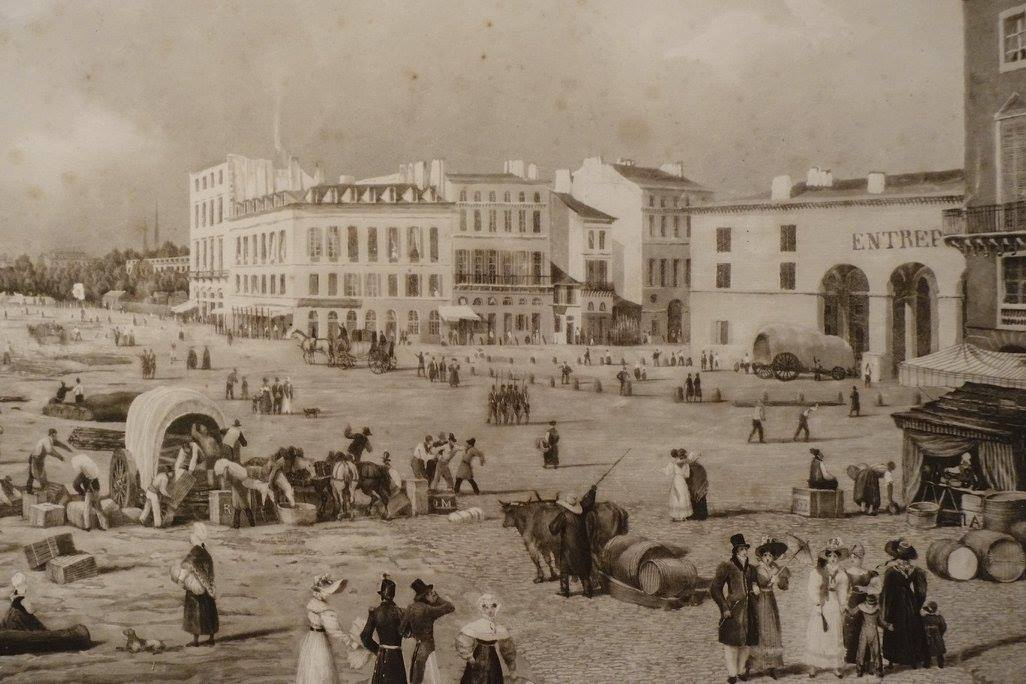
L'entrepôt depuis la place Lainé, peint par Ambroise Louis Garneray en 1840.

Puis, en 1847, une annexe de l'Entrepôt réel est construite par l'architecte Jean Burguet à l'arrière du bâtiment principal. Ce second édifice est surnommé « Entrepôt Vauban » du fait qu'il est situé entre les rues Vauban, Foy et Ferrère.

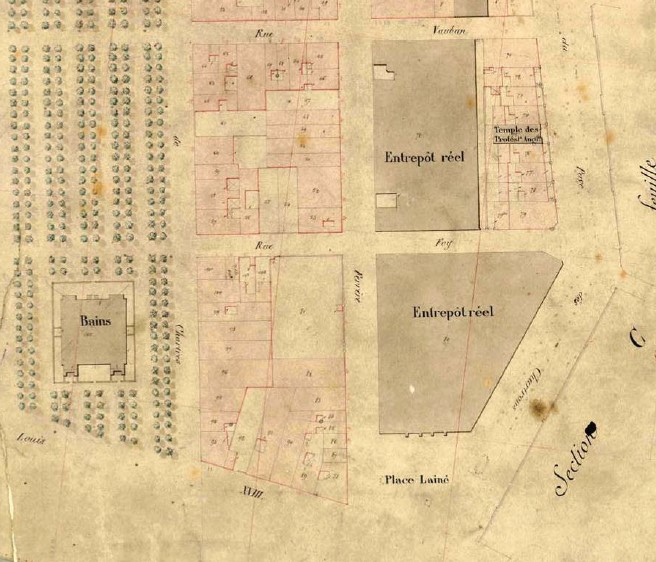
Vue des deux entrepôts réels sur le cadastre de 1851.
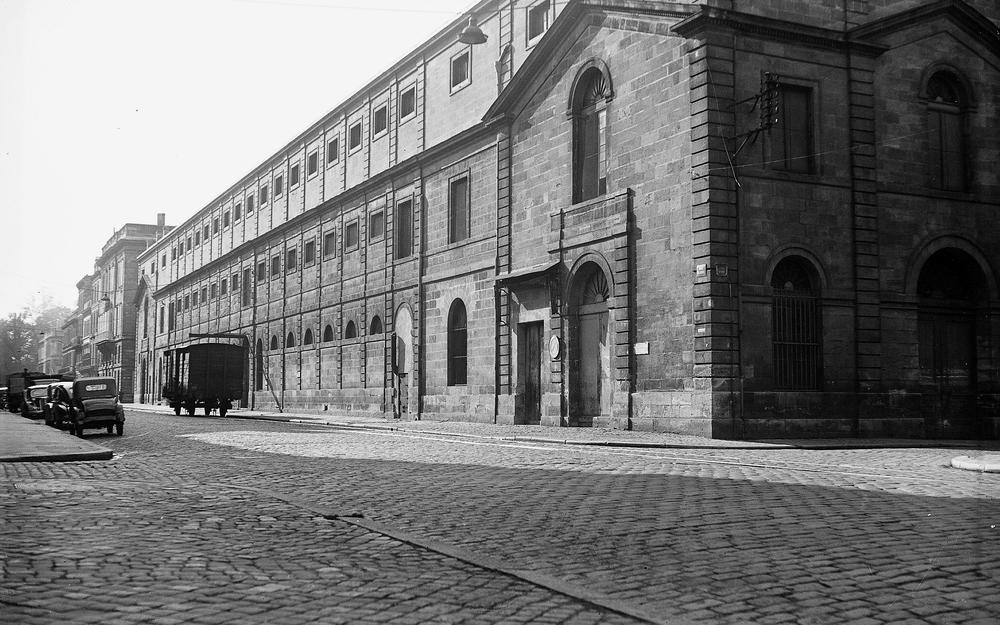
Le second entrepôt réel de denrées coloniales en 1951, depuis la rue Ferrère.

### Stockage sous douane
Placé sous la responsabilité des Douanes et de la Chambre de Commerce, les nouveaux bâtiments permettent aux négociants bordelais de bénéficier du régime de l'entrepôt douanier. Celui-ci est avantageux pour leur trésorerie car les marchandises sont en suspension de droits et taxes pour une durée illimitée. Physiquement stockées, elles sont disponibles pour les besoins des négociants, qui ne payent les droits et taxes qu'au fur et à mesure des sorties d’entrepôt.

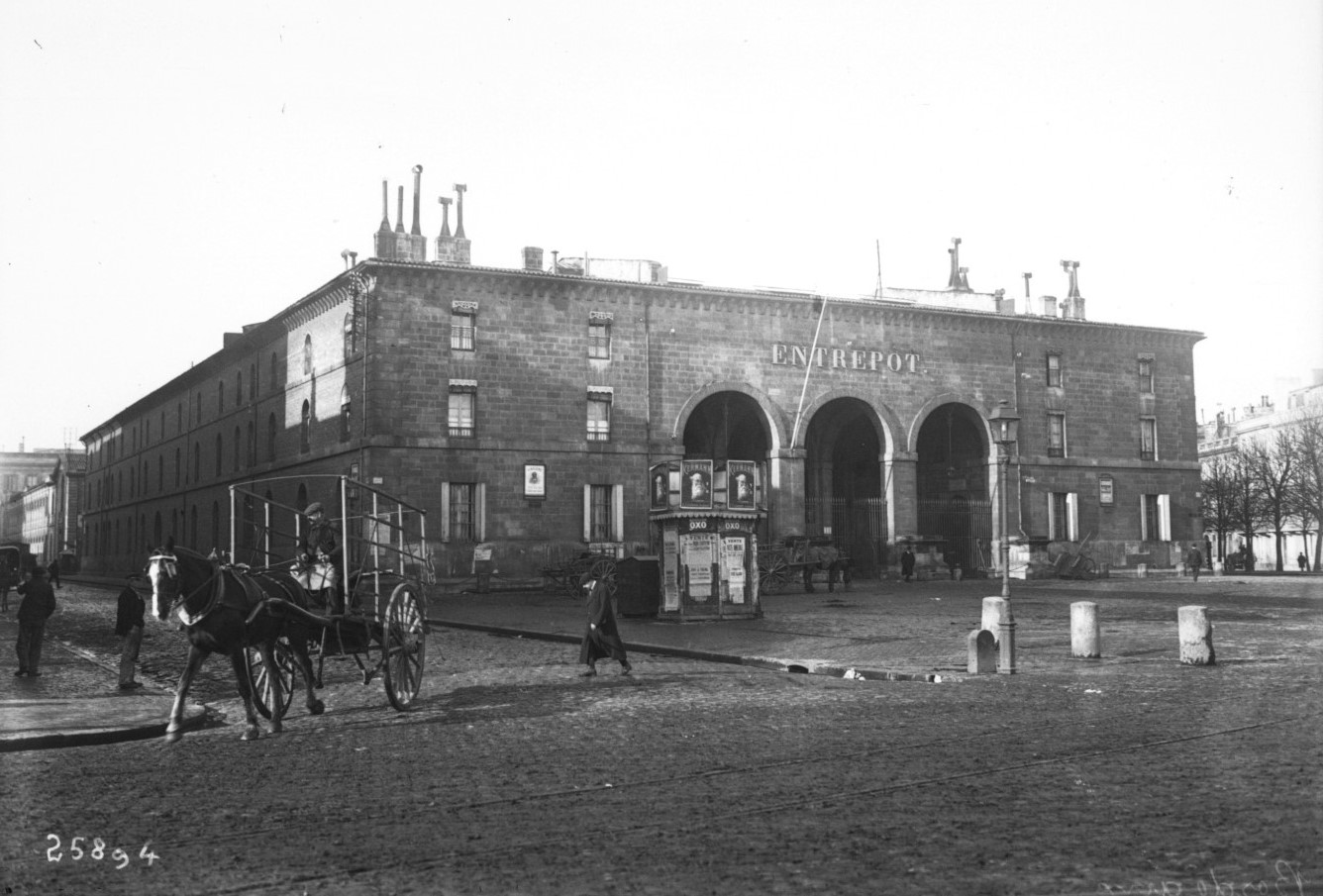
L'Entrepôt réel des denrées coloniales en 1913, façade principale donnant sur la place Lainé.

### Marchandises coloniales en transit

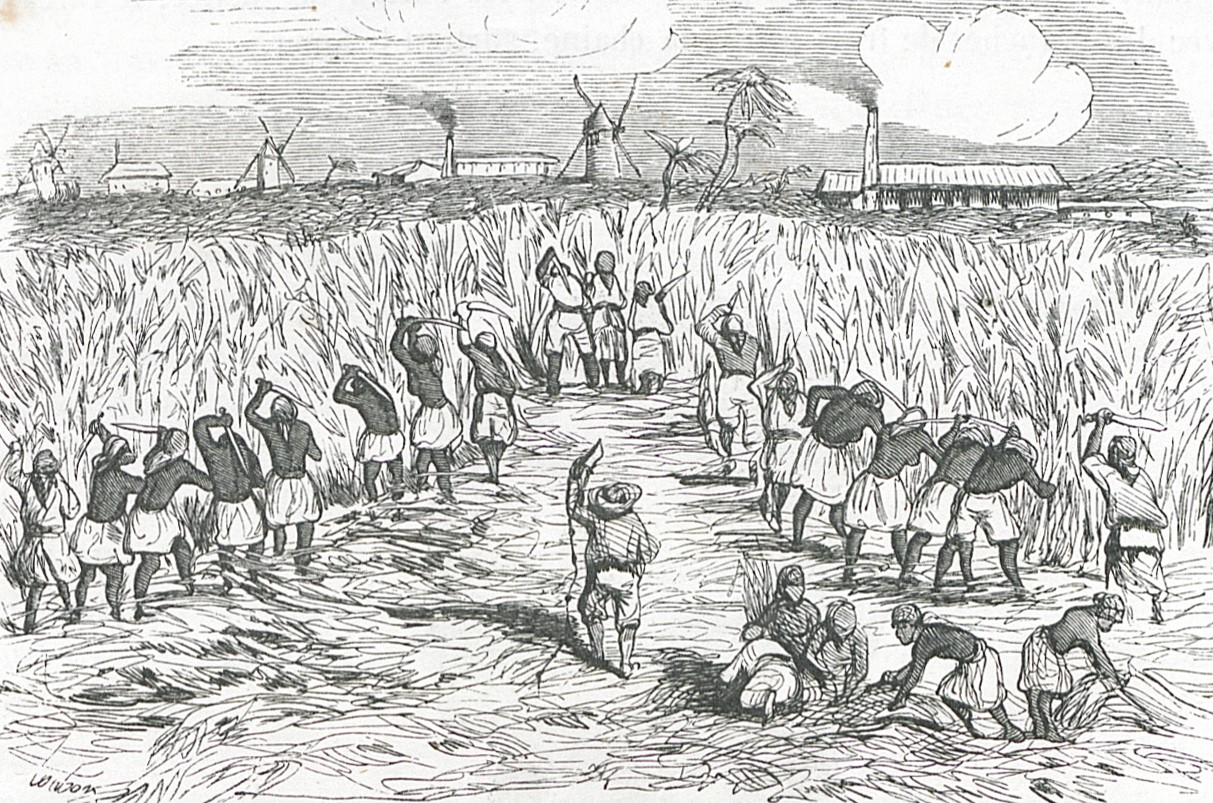
Esclaves coupant la canne dans une habitation agricole coloniale, gravure publiée en 1842.

Les marchandises en transit, débarquées des navires arrivant des colonies d'Amérique, puis d'Afrique, et réexpédiées ensuite à travers l'Europe, sont principalement le sucre, le café, le cacao, le coton, les épices, les plantes tinctoriales, et les oléagineux.
Celles-ci sont issues des plantations coloniales, et jusqu'à la seconde abolition de l'esclavage en 1848, elles sont produites par les esclaves africains, déportés en Amérique par les Européens dans le cadre de la traite négrière.

### Construction de la Bourse maritime
Entre l'entrepôt construit par Claude Deschamps et les quais, le bâtiment de la Bourse maritime est construit entre 1921 et 1925 à la demande de la Chambre de commerce, pour y loger des bureaux et la Fédération maritime (ancêtre de l'Union maritime et portuaire). Réplique du pavillon central de la place de la Bourse, dessiné par Jacques Gabriel, celle-ci masque désormais l'ancienne façade principale de l'entrepôt.

### Abandon des entrepôts au XXe siècle
Au cours du XXe siècle, les deux entrepôts sont peu à peu supplantés par les nouvelles installations portuaires en bord de Garonne. Dans les années 1960, ils sont définitivement fermés. L'annexe de la rue Vauban est alors détruite entre 1962 et 1965 pour la construction de l'actuelle Maison du paysan (siège local de la Mutualité sociale agricole).

### Monument historique et reconversion
L'Entrepôt construit par Claude Deschamps est quant à lui sauvé de la destruction par une campagne de sensibilisation menée en particulier par deux bordelaises, Anne Claverie et Nicole Schÿler. Elles reçoivent l’appui du maire de Bordeaux, Jacques Chaban-Delmas. Grâce à leur action, le bâtiment est acquis par la ville et l’Entrepôt dans sa totalité est inscrit au titre des Monuments historiques par un arrêté du 25 janvier 1973. Cette même année, il est confié au Centre d'arts plastiques contemporains de Bordeaux (CAPC) qui s'y installe en 1975. En 1980, l'association Arc en rêve, lieu pilote de réflexion dans les domaines de l’architecture, de l’urbanisme et du design, s'installe au premier étage du bâtiment. Puis, en 1984, le CAPC acquiert le statut de musée municipal contrôlé et devient officiellement le Musée d'art contemporain de Bordeaux.
Deux campagnes de travaux sont menée jusqu'en 1990 par les architectes Denis Valode et Jean Pistre. Les aménagements intérieurs sont quant à eux confiés à la designer Andrée Putman.

### Bicentenaire et espace mémoriel
En 2024, à l'occasion du bicentenaire de la construction de l'entrepôt, le CAPC devrait installer un espace mémoriel pour rappeler le lien entre son histoire et les crimes de l'esclavage. Cette demande, qui avait été formulée par Karfa Diallo,, directeur de l'association Mémoires & Partages, a été reçue favorablement par Sandra Patron, directrice du musée, et Baptiste Maurin, adjoint au Maire chargé du patrimoine et matrimoine, de la mémoire et de l'éducation artistique.

## Architecture
Pour la structure générale, Claude Deschamps s'est inspiré de la basilique romaine (basilique civile), et du marché couvert oriental (caravansérail turco-persan). 

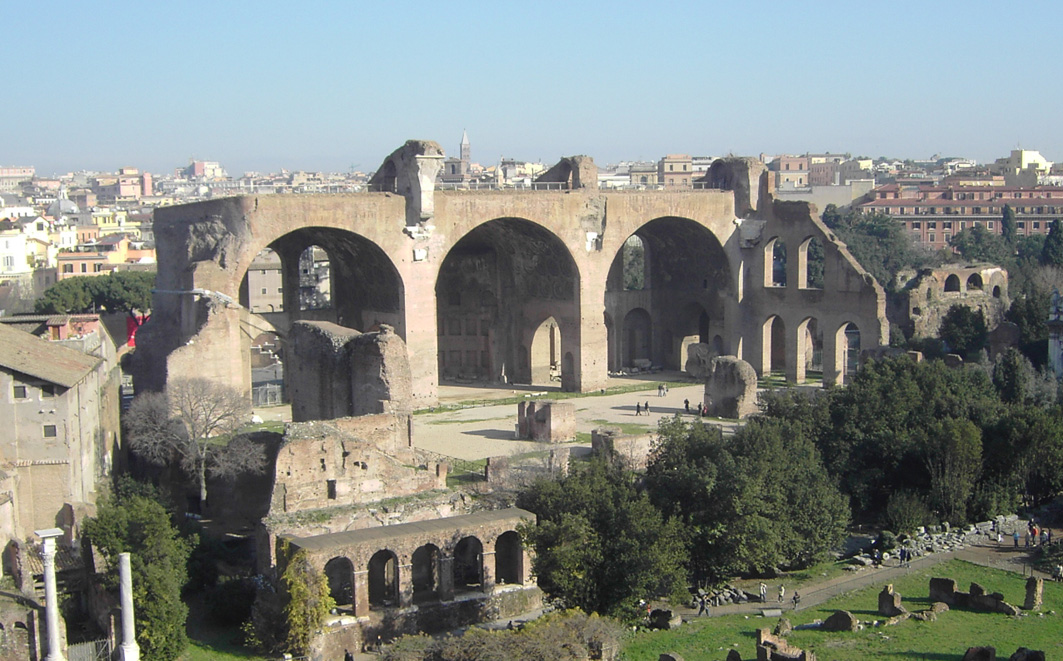
Basilique de Maxence et Constantin à Rome.
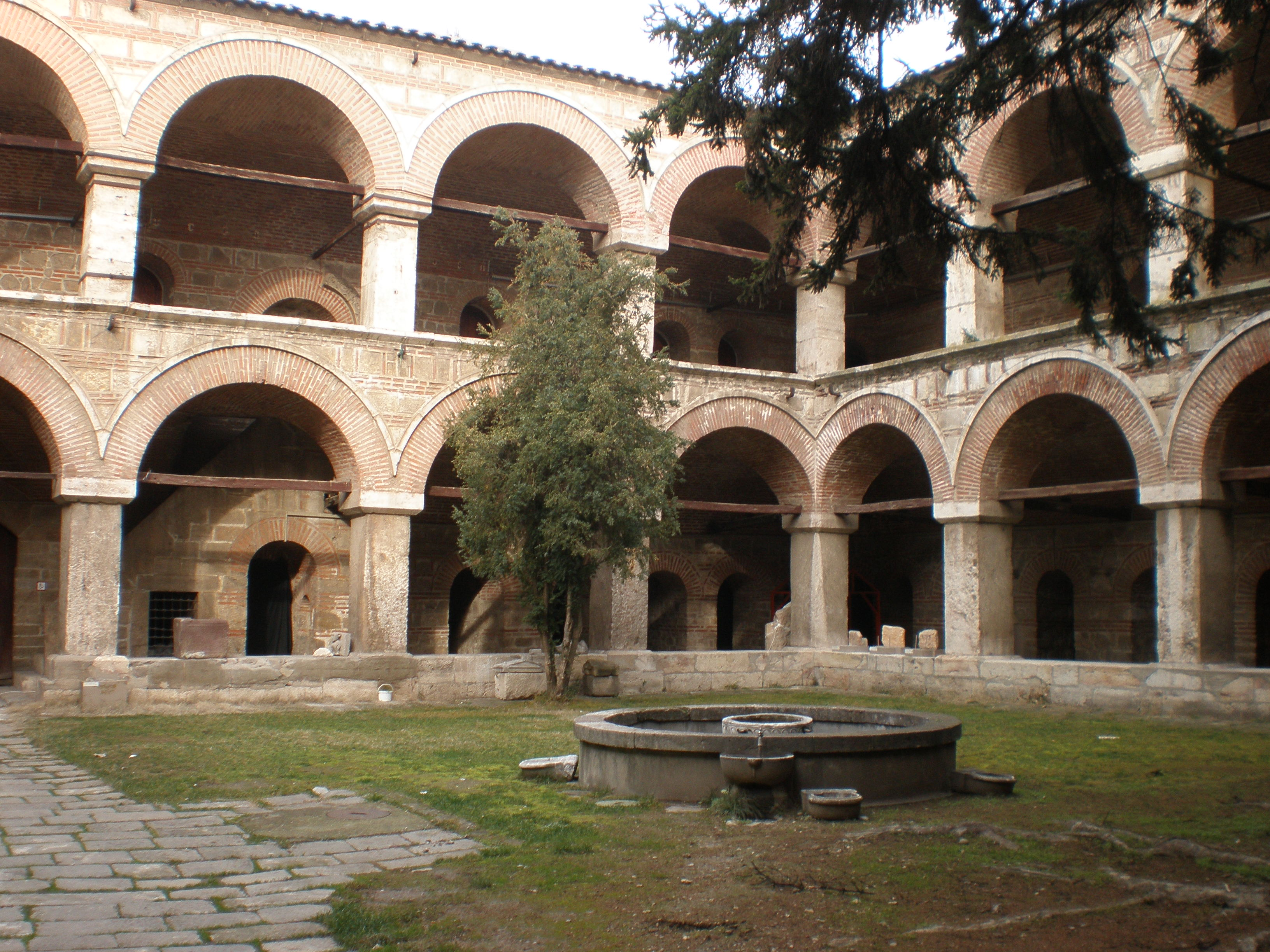
Exemple de caravansérail à Skopje, en Macédoine du Nord.

Élevé sur trois niveaux, le bâtiment est principalement composé de pierre calcaire de Bourg, de briques d’argile et de bois de récupération, le pin d’Oregon. L'extérieur de l'édifice s'inspire notamment de l'appareil gallo-romain du Palais Gallien. La façade principal, aujourd'hui masquée par la Bourse maritime, est percée par trois gigantesques arcades qui ouvrent sur un porche voûté d'arêtes.
De facture à la fois austère et élégante, la structure interne, organisée autour d’une double nef centrale, articule une succession de piliers et d’arcs en plein cintre, répartie avec une grande rigueur géométrique.

L'entrepôt dispose aussi de terrasses et d'une petite cour latérales couverte par une verrière.

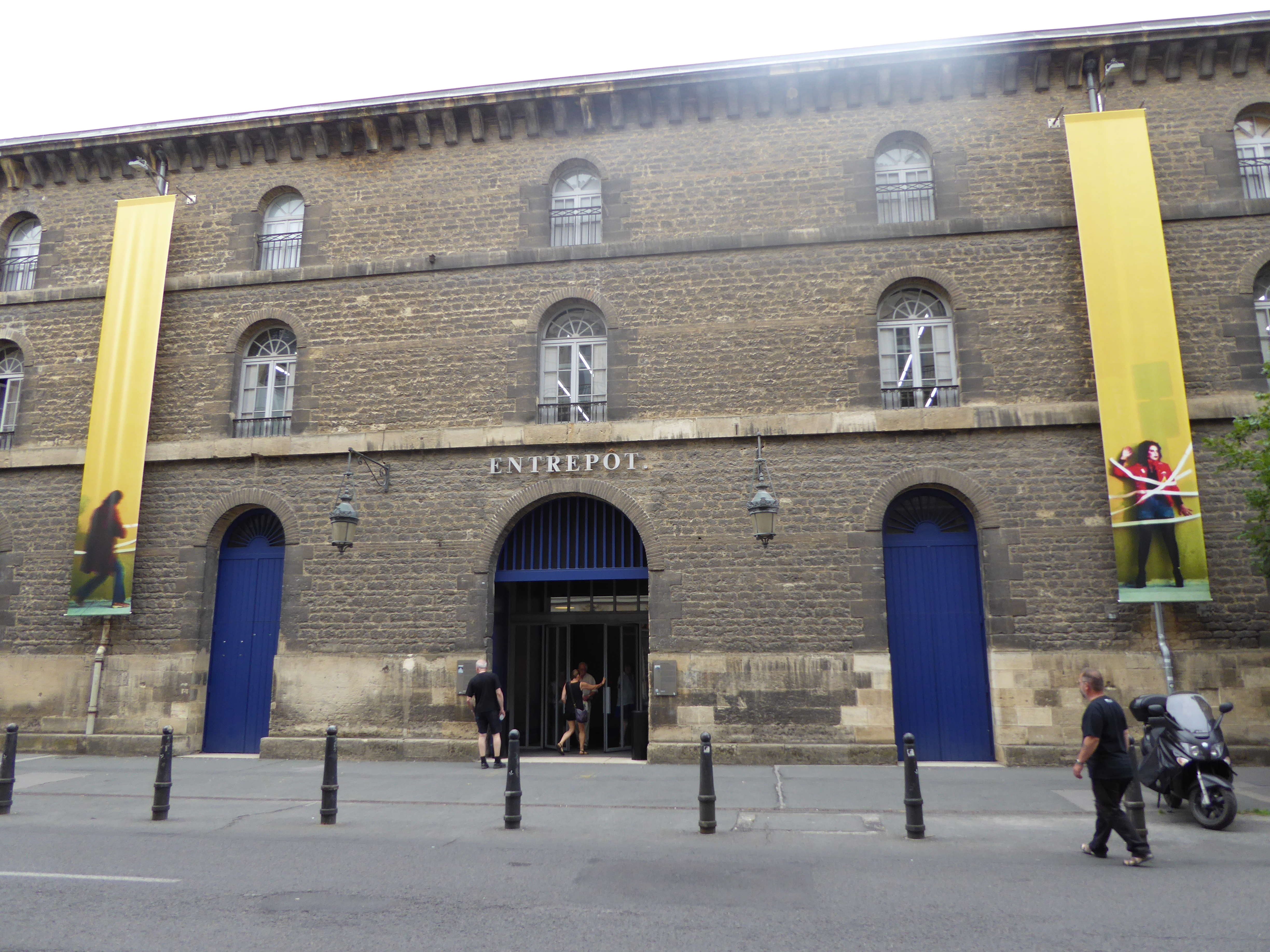
Entrée du CAPC rue Ferrère.
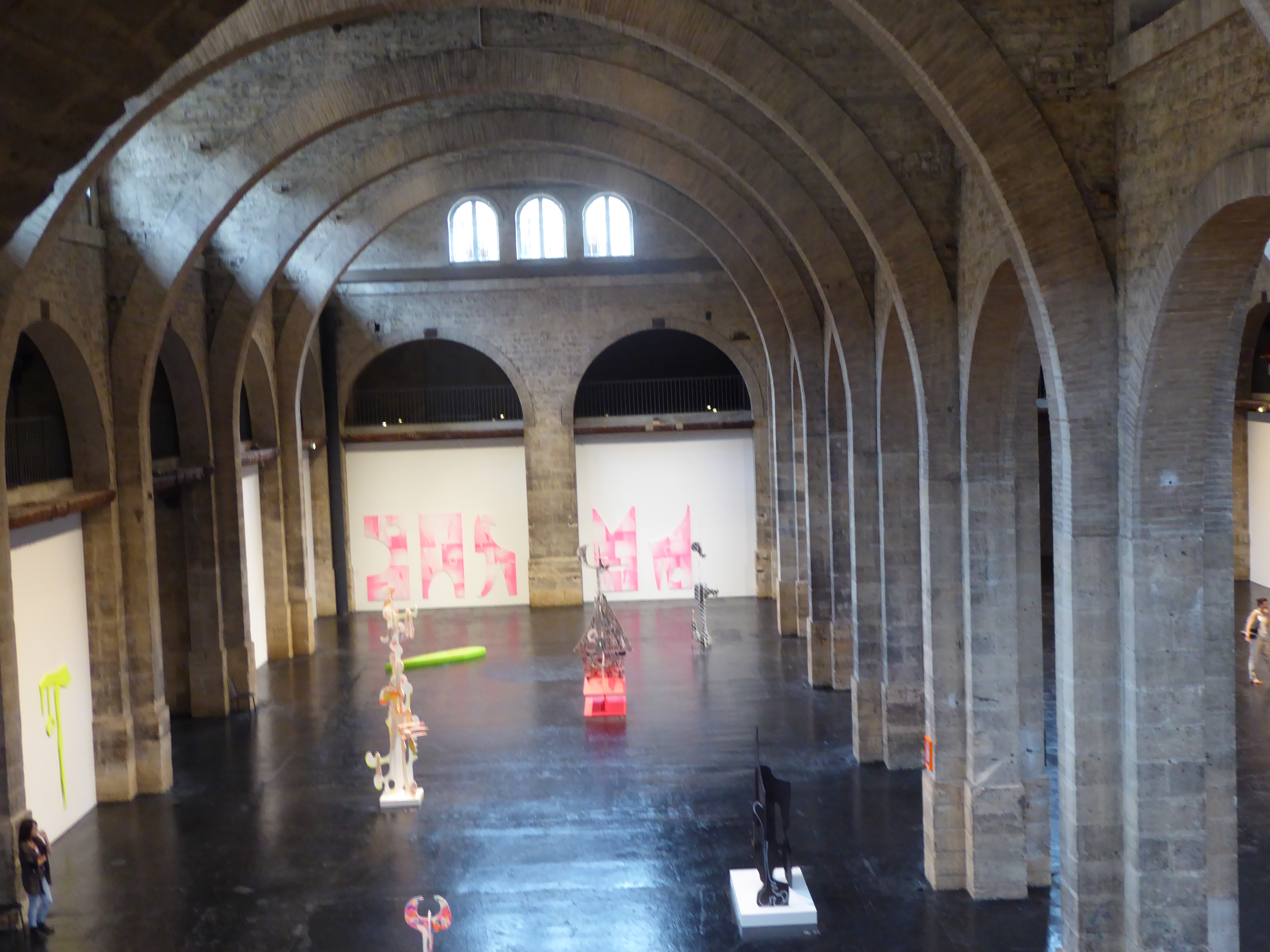
Une des deux nefs.
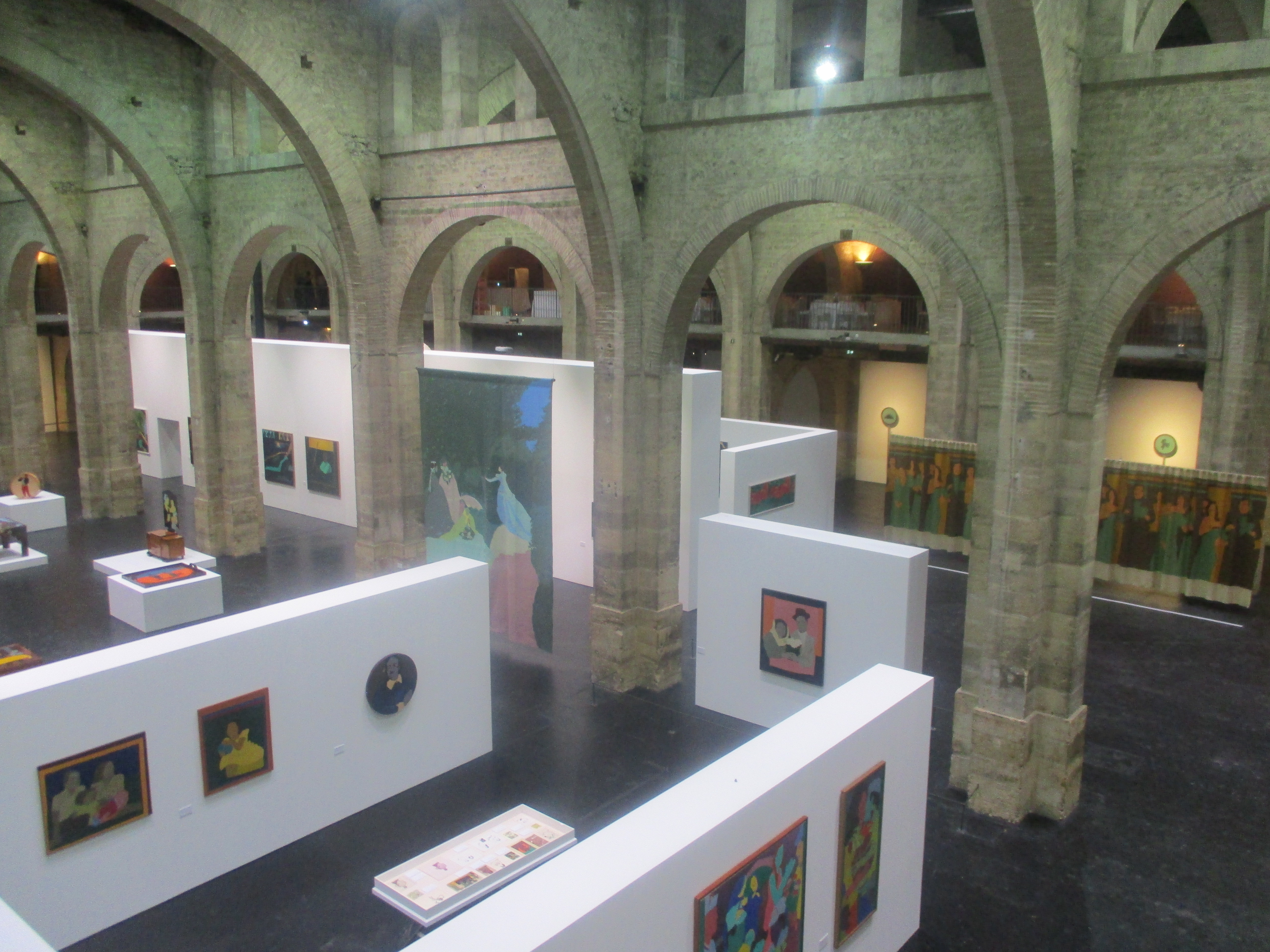
Vue des nefs.
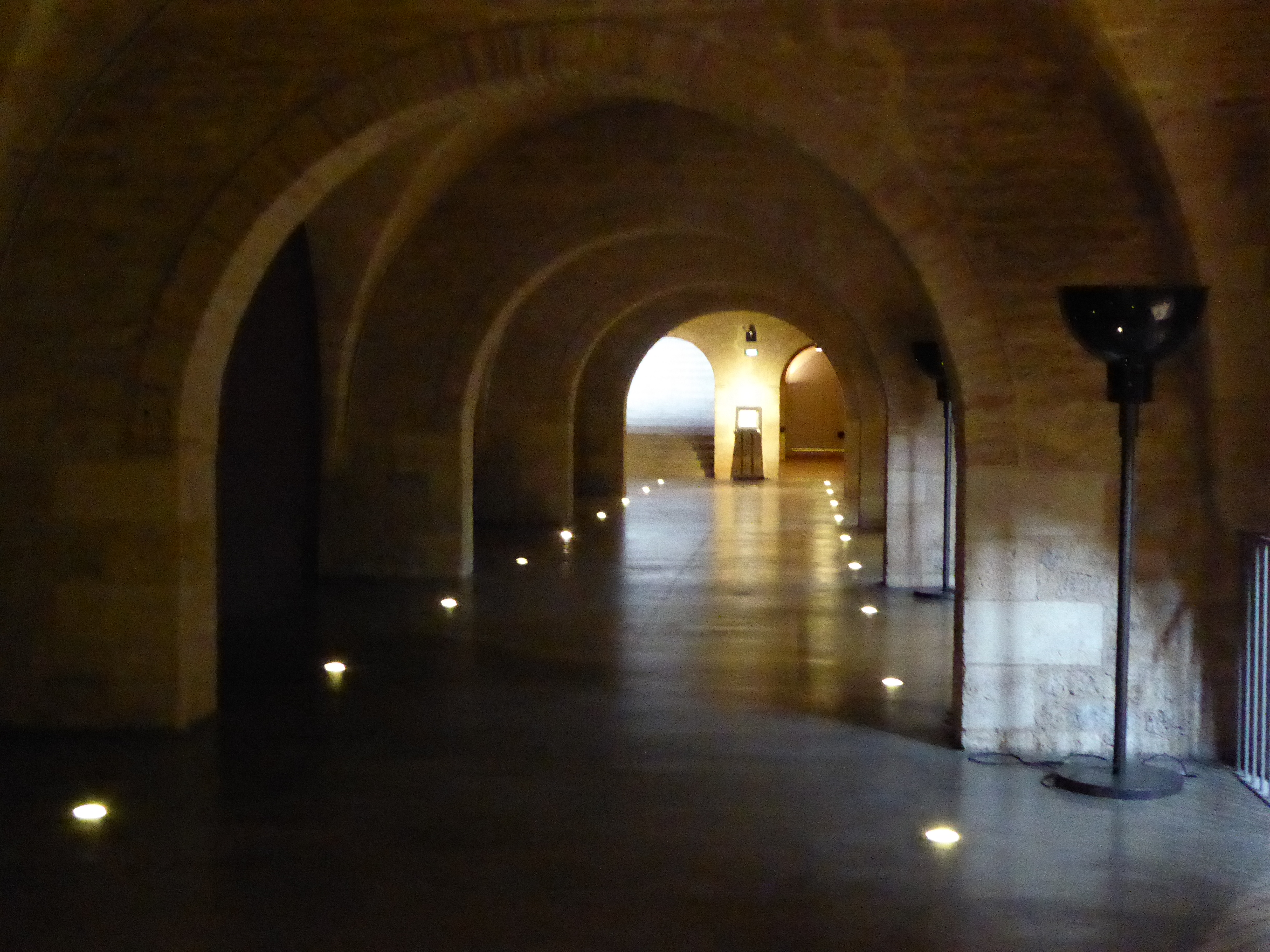
Une coursive.
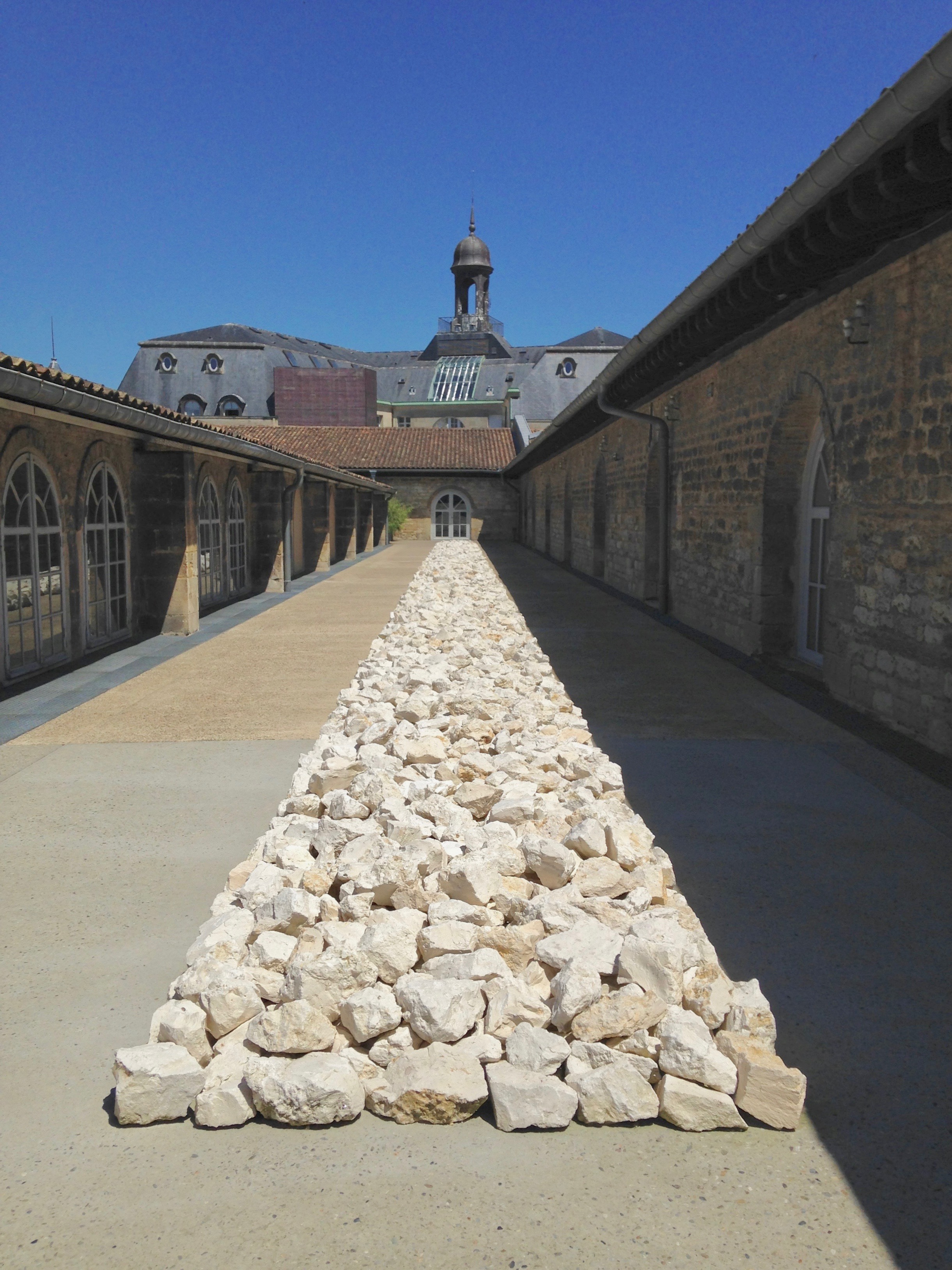
Terrasse sur le toit.

### Sites associés
- CAPC, Musée d'art contemporain
- Arc en rêve, centre d'architecture